# Корытенка (Новгородская область)
Корытенка — деревня в Валдайском районе Новгородской области. Входит в состав Любницкого сельского поселения.

## География
Деревня находится в юго-восточной части Новгородской области, в зоне хвойно-широколиственных лесов,  на расстоянии примерно 30 км (по прямой) к северо-западу от города Валдай, административного центра района.

## Население
| 2010 |
| ---- |
| 7    |

## Известные уроженцы
Николаев, Михаил Владимирович (1928—2017) — передовик советского сельского хозяйства, Герой Социалистического Труда

## Инфраструктура
Личное подсобное хозяйство с зоной сельскохозяйственного использования, индивидуальная застройка усадебного типа.

## Транспорт
Остановка общественного транспорта «Поворот на Корытенку» находится примерно в 1,5 км на автодороге А-122. 